# غيث عبد الأحد
غيث عبد الأحد وهو صحفي بريطاني من أصل عراقي ولد في سنة 1975 في مدينة بغداد عاصمة العراق كتب مقالاته في المملكة المتحدة و في الولايات المتحدة ونشرت مقالاته وصوره في صحف عالمية مثل الغارديان وواشنطن بوست ونيويورك تايمز ولوس أنجلوس تايمز وذي تايمز، أغلب مقالاته كانت تتكلم عن بلده الأصلي العراق وأيضا عن الصومال والسودان وليبيا وسوريا وأفغانستان و غيث هو خريج جامعة بغداد وهاجر من العراق بعد غزو العراق في 2003.

## روابط خارجية
- غيث عبد الأحد على موقع IMDb (الإنجليزية)